# Callithrix penicillata
Callithrix penicillata es una especie de primate platirrino de la familia Callitrichidae. Habita en las sabanas (cerrado), en los bosques semicaducos estacionales, bosques secundarios y bosques en galería de la región Centro-Oeste de Brasil.
Algunas especies de tamarinos, como el Callithrix penicillata, son comúnmente capturadas y vendidas como mascotas. El tráfico de animales silvestres es un delito previsto en la Ley de Delitos Ambientales brasileña e incurre en prisión de tres meses a un año, en función de los daños a los animales.

## Imágenes

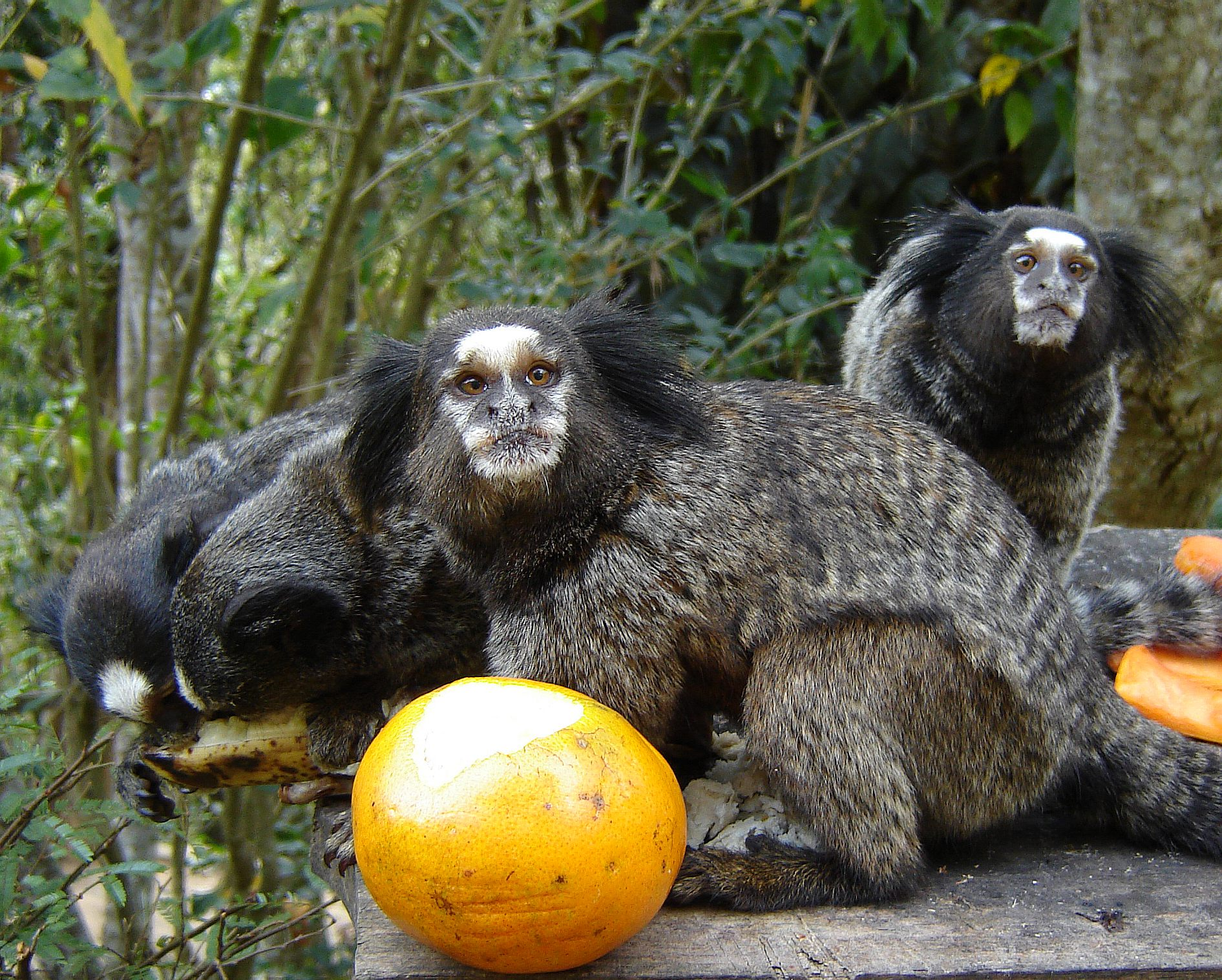
Tities.
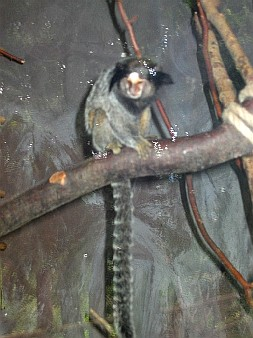
Un titi en un zoo.
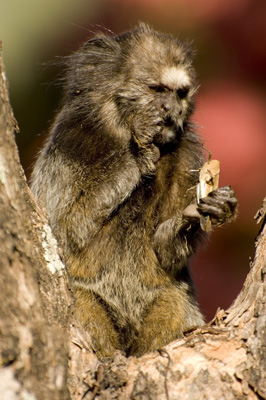
Un titi en un zoologico de Brasil.